# Pradosia verticillata
Pradosia verticillata – gatunek rośliny należący do rodziny sączyńcowatych. Jest gatunkiem występującym na terenie Brazylii i Gujany Francuskiej.